# Домінанта (біологія)
Домінанта (від лит. Dominans — панівний) в біології — тимчасово керуюча система, що зумовлює функціонування нервових центрів в будь-який момент часу і визначає цілеспрямовану поведінку тварини і людини.
Вчення про домінанту було створено А. А. Ухтомським. Термін і уявлення про домінанту як загальному принципі роботи нервових центрів були введені ним в 1923 р. Як панівний осередок збудження, домінанта підсумовує і накопичує імпульси, поточні в центральну нервову систему, одночасно пригнічуючи активність інших центрів. Цим пояснюється системний характер і цілеспрямованість поведінки організму, який, будучи рефлекторним за типом, є активним, а не реактивним. Вважаючи домінанту особливим органом, Ухтомський затвердив розуміння органу як функціональної системи, а не морфологічно незмінного освіти. Вирішальне значення було надано ним принципом «історії системи», ритм функціонування якої відтворює ритм зовнішніх впливів. Завдяки цим діям нервові ресурси тканини в оптимальних умовах зростають, а не виснажуються. Загальний напрямок розвитку нервової системи йде в бік терміновості сигналізації та управління. Нервова система відображає предмети зовнішнього середовища в їх просторово-часовій єдності завдяки неподільності просторово-часових параметрів її діяльності (концепція хронотопу, що склалася в Ухтомського під впливом теорії відносності Ейнштейна). Особливою домінантою, притаманною людині, є «домінанта на обличчя іншого», яку Ухтомський протиставив індивідуалістичному світогляду.
Особливо значно активується під час стресових ситуацій, за В. Л. Марищуком та В. І. Євдокимовим у цей час домінанта переважає усі інші осередки зовнішніх субстрактів думок та мотивів. При цьому вона є абсолютно маловразлива.